# 哈隆河畔卢塞纳
卢塞纳德哈隆，是西班牙阿拉贡自治区萨拉戈萨省的一个市镇。 总面积10平方公里，总人口235人（2001年），人口密度24人/平方公里。